# الكسندر ديفيدسون
الكسندر ديفيدسون (بالإنجليزية: Alexander Davidson)‏ هو مهندس معماري أسترالي، ولد في 17 مايو 1839، وتوفي في 2 يناير 1908.